# Lily Jackson
Lily Jackson (ur. 6 kwietnia 1998) – amerykańska aktorka.

## Filmografia
- Buffy: Postrach wampirów  (2001) jako Witchy Poo
- Envy (2004) jako Nellie Vanderpark
- Medium (2005) jako Ashley
- Stacked (2005) jako Dziecko #2
- Jim wie lepiej (2005) jako Student  #2
- Nieidealna (2005) jako Scarlett
- Na imię mi Earl (2006) jako Celeste
- Back to You (2008) jako Gracie Carr #2
- Zeke i Luther (2009)- jako Poochie McGruder